# أولاد اسليمان (لعبادلة)
أولاد اسليمان هو دُوَّار يقع بجماعة سيدي يحيى زعير، عمالة الصخيرات تمارة، جهة الرباط سلا القنيطرة في المملكة المغربية. ينتمي الدوّار لمشيخة لعبادلة التي تضم 5 دواوير. يقدر عدد سكانه بـ 177 نسمة حسب الإحصاء الرسمي للسكان والسكنى لسنة 2004.

## روابط خارجية
- البوابة الوطنية للجماعات الترابية
- المندوبية السامية للتخطيط